# Trechus fulvus
Trechus fulvus är en skalbaggsart som beskrevs av Pierre François Marie Auguste Dejean 1831. Trechus fulvus ingår i släktet Trechus, och familjen jordlöpare. Arten är reproducerande i Sverige.